# 長尾南麗魚
長尾南麗魚，為輻鰭魚綱鱸形目隆頭魚亞目慈鯛科的其中一種，分布於南美洲巴西Itaúnas、Barra Seca及Doce河下游流域，體長可達5.7公分，棲息在河川中底層水域，生活習性不明。

## 擴展閱讀
維基物種上的相關：長尾南麗魚